# Bakırköy
Bakırköy (türkisch für Kupferdorf, armenisch: Բաքըրքյոյ) ist eine Stadtgemeinde (Belediye) im gleichnamigen Ilçe (Landkreis) der Provinz Istanbul in der türkischen Marmararegion und gleichzeitig ein Stadtbezirk der 1984 gebildeten Büyükşehir belediyesi İstanbul (Großstadtgemeinde/Metropolprovinz). Bakırköy ist seit der Gebietsreform ab 2013 flächen- und einwohnermäßig identisch mit dem Landkreis.

## Geografie
Der Stadtbezirk liegt auf der europäischen Seite von Istanbul, an der Küste des Marmarameers. Im Norden wird er von Küçükçekmece und Bahçelievler, im Osten von Zeytinburnu begrenzt. Im Mahalle (Stadtviertel/Ortsteil) Yeşilköy liegt der ehemals größte Flughafen der Stadt, der Atatürk-Flughafen (Atatürk Havalimanı).

## Verwaltung
Der Kreis (bzw. Kaza als Vorgänger) bestand schon vor Gründung der Türkischen Republik (1923) im Vilâyet Istanbul (bzw. Stamboul, Volkszählung 1927) und entwickelte sich im Laufe der Zeit zu einem der größten Kreise/Stadtbezirke der Großstadt Istanbul. Vor der Abtrennung dieser Kreise belegte er etwa 275 km² Fläche (VZ 1950: 232 km²). Abgetrennt und neugebildet wurden folgende Kreise (gleichzeitig auch Stadtbezirke)
- 1957 Zeytinburnu (Gesetz Nr. 7033)
- 1987 Küçükçekmece (Gesetz Nr. 3392)
- 1992 Bağcılar, Bahçelievler und Güngören (Gesetz Nr. 3806)
- 1993 Avcılar abgetrennt aus dem Kreis Küçükçekmece (Gesetz Nr. 3806), zudem er seit 1981 gehörte
- 1994 Esenler abgetrennt aus dem Kreis Güngören (Gesetz Nr. 3949) zudem er seit 1981 gehörte.

Letztendlich bestand der Landkreis/Stadtbezirk Bakırköy Ende 2012 lediglich aus einer einzigen Stadt: Bakırköy mit 15 Mahalle. Diese werden durchschnittlich von 15.082 Menschen bewohnt, die meisten wohnen im Kartaltepe Mah. (37.275).

## Bevölkerung
Dokumentierte Einwohnerzahlen der Volkszählungen im Oktober des jeweiligen Jahres
| Jahr | Insgesamt | Anteil    | Anteil      | Anteil (%)  | Anteil (%)  |
| ---- | --------- | --------- | ----------- | ----------- | ----------- |
| Jahr | Insgesamt | Städtisch | Ländlich    | urban       | rural       |
| 1927 | 23.732    | 13.419    | 10.313      | 56,54       | 43,46       |
| 1935 | 28.377    | 18.844    | 9.533       | 66,41       | 33,59       |
| 1940 | 33.532    | 22.406    | 11.126      | 66,82       | 33,18       |
| 1945 | 40.595    | 29.870    | 10.725      | 73,58       | 26,42       |
| 1950 | 42.596    | 30.090    | 12.506      | 70,64       | 29,36       |
| 1955 | 107.287   | 89.702    | 17.585      | 83,61       | 16,39       |
| 1960 | 102.617   | 61.459    | 41.158      | 59,89       | 40,11       |
| 1965 | 168.694   | 82.142    | 86.552      | 48,69       | 51,31       |
| 1970 | 341.743   | 148.312   | 193.431     | 43,40       | 56,60       |
| 1975 | 568.799   | 200.942   | 367.857     | 35,33       | 64,67       |
| 1980 | 882.505   | 234.226   | 648.279     | 26,54       | 73,46       |
| 1985 | 1.238.342 | 1.236.204 | 2.138       | 99,83       | 0,17        |
| 1990 | 1.328.276 | 1.328.276 | keine Daten | keine Daten | keine Daten |
| 2000 | 208.398   | 208.398   | keine Daten | keine Daten | keine Daten |

Ergebnis der Bevölkerungsfortschreibung (ADNKS) am Jahresende
| Jahr      | 2007    | 2008    | 2009    | 2010    | 2011    | 2012    | 2013    | 2014    | 2015    | 2016    | 2017    | 2018    | 2019    | 2020    |
| --------- | ------- | ------- | ------- | ------- | ------- | ------- | ------- | ------- | ------- | ------- | ------- | ------- | ------- | ------- |
| Einwohner | 214.821 | 214.810 | 218.352 | 219.145 | 220.663 | 221.336 | 220.974 | 221.594 | 223.248 | 222.437 | 222.370 | 222.668 | 229.239 | 226.229 |

## Geschichte
In antiker Zeit befand sich an Stelle des heutigen Bakırköy der Vorort Hebdomon der Stadt Konstantinopel. Spätere Namen waren Jeptimun, Makrohori und Makriköy (von griechisch Μακροχώρι Makrohori, „langes Dorf“). 1925 wurde der Ort in Bakırköy umbenannt.

## Sehenswürdigkeiten
Im Stadtteil Florya liegt die Seevilla von Mustafa Kemal Atatürk.
Im 2013 eröffneten Botanikpark (9,6 ha) wird den Besuchern Wissen und Spaß vermittelt. Die beiden Spieltürme sind die höchsten im ganzen Land (11,50 m).

## Verkehr
Bakırköy hat einen Bahnhof an der Bahnstrecke İstanbul Sirkeci–Swilengrad der durch die S-Bahn (türk. banliyö trenleri) von İstanbul Sirkeci nach Halkalı bedient wurde. Seit 2013 ist der Betrieb hier eingestellt und die Strecke wird saniert.

## Sport
Bakırköyspor ist der bekannteste und erfolgreichste Fußballverein des Ortes und war von 1984 bis 2007 im türkischen Profifußball tätig. Seine erfolgreichste Zeit hatte er Klub in den Jahren 1990–1993, in denen der Klub in der höchsten türkischen Spielklasse, der Süper Lig, tätig war. Besonders in seiner ersten Erstligasaison, der Saison 1990/91, beendete die Mannschaft die Liga auf dem 6. Tabellenplatz und avancierte zur Überraschungsmannschaft der Saison. Seit dem Sommer 2008 spielte der Verein in den Istanbuler Amateurligen.

## Persönlichkeiten
- Nubar Terziyan (1909–1994), türkischer Schauspieler armenischer Abstammung
- Kenan Pars (1920–2008), türkischer Schauspieler armenischer Abstammung
- Rober Haddeciyan (* 1926), türkischer Schriftsteller armenischer Abstammung
- Cem Karaca (1945–2004), türkischer Rockmusiker
- Ahmet Börtücene (1947–2016), türkischer Fußballspieler
- Peker Açıkalın (* 1963), türkischer Theater- und Filmschauspieler
- Rasim Vardar (* 1979), türkischer Fußballspieler
- Mustafa Sarp (* 1980), türkischer Fußballspieler
- Murat Akyüz (* 1981), türkischer Fußballspieler
- Emre Güngör (* 1984), türkischer Fußballspieler
- Fatih Kara (* 1987), türkischer Fußballspieler
- Mehmet Ali Kıran (* 1987), türkischer Fußballspieler
- Eray Birniçan (* 1988), türkischer Fußballtorhüter
- Özgür Özkaya (* 1988), türkischer Fußballspieler
- Ersin Aydın (* 1990), türkischer Fußballtorhüter
- Merve Aydın (* 1990), Mittelstreckenläuferin
- Emirhan Ergün (* 1990), türkischer Fußballtorhüter
- Aras Özbiliz (* 1990), armenisch-niederländischer Fußballspieler
- Çağatay Ulusoy (* 1990), türkisches Model und Schauspieler
- Ramazan Üstündağ (* 1990), türkischer Fußballtorhüter
- Necip Uysal (* 1991), türkischer Fußballspieler
- Erkut Şentürk (* 1994), türkischer Fußballspieler
- İbrahim Serdar Aydın (* 1996), türkischer Fußballspieler
- Batuhan Şen (* 1999), türkischer Fußballtorhüter
- Oğuzhan Kaya (* 2001), Sprinter
- Emirhan İlkhan (* 2004), türkischer Fußballspieler
- Yusuf Akçiçek (* 2006), türkischer Fußballspieler